# Antoine Devaux
Antoine Devaux (Dieppe, 21 de fevereiro de 1985) é um futebolista profissional francês que atua como defensor.

## Carreira
Antoine Devaux se profissionalizou no Le Havre.

## Títulos
Reims
- Ligue 2: 2017–18